# Özkan Baltacı
Özkan Baltacı (né le 13 février 1994) est un athlète turc, spécialiste du lancer du marteau.

## Carrière
Son meilleur lancer est de 72,89 m, à Mersin le 2 mars 2014. Il a remporté la médaille d'argent lors des Championnats du monde d'athlétisme jeunesse 2011. Il a participé aux Championnats du monde juniors d'athlétisme 2010 à Moncton et à ceux de 2012 en terminant 10e en 70,98 m à Barcelone. Il termine 3e des espoirs lors de la Coupe d'Europe hivernale des lancers 2015 à Leiria, titre espoirs qu'il remporte en 2016 à Arad.
Le 6 juillet 2017, il porte son record à 76,61 m à Bursa.

## Palmarès
| Date | Compétition                          | Lieu         | Résultat | Marque  |
| ---- | ------------------------------------ | ------------ | -------- | ------- |
| 2011 | Championnats du monde cadets         | Lille        | 2e       | 78,53 m |
| 2012 | Championnats du monde juniors        | Barcelone    | 10e      | 70,98 m |
| 2013 | Championnats d'Europe juniors        | Rieti        | 5e       | 72,66 m |
| 2013 | Championnats des Balkans             | Stara Zagora | 2e       | 70,41 m |
| 2014 | Championnats de la Méditerranée      | Aubagne      | 1er      | 68,88 m |
| 2014 | Championnats des Balkans             | Pitesti      | 2e       | 69,67 m |
| 2015 | Coupe d'Europe hivernale des lancers | Leiria       | 3e       | 69,07 m |
| 2016 | Coupe d'Europe hivernale des lancers | Arad         | 1er      | 72,11 m |
| 2016 | Championnats de la Méditerranée      | Tunis        | 2e       | 71,27 m |
| 2016 | Championnats des Balkans             | Pitesti      | 3e       | 74,65 m |
| 2016 | Championnats d'Europe                | Amsterdam    | 9e       | 71,35 m |
| 2017 | Jeux de la solidarité islamique      | Bakou        | 2e       | 74,13 m |
| 2017 | Championnats des Balkans             | Novi Pazar   | 1er      | 71,92 m |
| 2017 | Championnats du monde                | Londres      | 12e      | 74,39 m |
| 2017 | Universiade                          | Taipei       | 5e       | 73,58 m |
| 2019 | Universiade                          | Naples       | 1er      | 75,98 m |
| 2021 | Coupe d'Europe des lancers           | Split        | 7e       | 72,98 m |
| 2022 | Jeux méditerranéens                  | Oran         | 1er      | 74,34 m |

## Records
| Épreuve           | Marque  | Lieu  | Date         |
| ----------------- | ------- | ----- | ------------ |
| Lancer du marteau | 77,50 m | Bursa | 19 juin 2019 |